# Resilienza (psicologia)
In psicologia la resilienza, chiamata anche forza d'animo o flessibilità, è un insieme di qualità mentali e caratteriali, sia innate che acquisite, che consiste nella capacità psicologica di saper rispondere in modo adattivo a traumi e difficoltà. Esiste nelle persone che sviluppano capacità psicologiche e comportamentali che consentono loro di mantenere la calma durante le crisi e di superare l'incidente senza conseguenze negative a lungo termine.
Questo concetto indica non solo il saper affrontare in maniera positiva eventi traumatici, ma anche di riorganizzare positivamente la propria vita dinanzi alle difficoltà e di stare aperti alle opportunità positive che la vita offre, senza alienare la propria identità. La parola "resilienza" deriva dalla parola latina "resilire", che letteralmente significa "saltare indietro", e presenta un'affinità concettuale traslata con la resilienza nella scienza dei materiali, che è definita come la capacità di un corpo di assorbire l'energia in conseguenza di una deformazione.
Sono persone resilienti quelle che, immerse in circostanze avverse, riescono, nonostante tutto e talvolta contro ogni previsione, a fronteggiare efficacemente le contrarietà, a dare nuovo slancio alla propria esistenza e persino a raggiungere mete importanti.

## Storia della resilienza
Il concetto di resilienza è stato sviluppato negli anni '50 dallo psicologo americano Jack Block (1924-2010), tramite uno studio a lungo termine sui bambini. Ulteriori contributi sul concetto di resilienza sono stati dati sia dal medico Norman Garmezy (1918 - 2009), il quale ha effettuato studi sugli effetti dello stress nella fase dello sviluppo infantile, sia dal sociologo e psicologo Glen Elder (1934). Quest'ultimo ha introdotto il concetto di resilienza nel settore pedagogico. La sua opera più famosa, "Children Of The Great Depression" (1974), concepisce i bambini come attori capaci di modellare le proprie vite, e non più come soggetti puramente passivi. A partire dagli anni Duemila, lo studio della resilienza si è intrecciato con quello dell'epigenetica, focalizzandosi sui fattori neurobiologici e approfondendo anche l'importanza dell'ambiente sociale, culturale e fisico per lo sviluppo della resilienza psicologica, compresi i fattori predittivi della resilienza in fasce di popolazione ed età specifiche, come quello realizzato da Suniya Luthar (2002), che sottolinea la centralità dell'adattamento e delle relazioni di sostegno, e dall'Istituto di Ricerca RINED di Fondazione Patrizio Paoletti sui fattori predittivi della resilienza negli adolescenti nel post-pandemia (2024), che testimonia i benefici dell'autoregolazione emotiva e anche della meditazione sullo sviluppo della resilienza.

## Caratteristiche
Ne Il dolore meraviglioso, Boris Cyrulnik compie uno studio sistematico di una serie molto variegata di casi di bambini sottoposti a traumi violentissimi - dai piccoli rinchiusi negli orfanotrofi lager della Romania comunista, agli ex internati nei gulag sovietici, dai piccoli mutilati in guerra, alle vittime di abusi sessuali - dimostra come le sofferenze in tenera età non segnano per sempre il destino delle persone. Proprio nell'età che la psicologia considera critica per la costruzione della personalità - fino ai sei anni - i bambini hanno una capacità di resistenza ai traumi che l'autore definisce, con un neologismo mutuato dalla fisica, resilienza: questo permette anche ai più maltrattati di trovare autonomamente le risorse psicologiche per reagire e quindi per strutturarsi una personalità sana.
Si può concepire la resilienza come una funzione psichica, che si modifica nel tempo in rapporto all'esperienza, al vissuto e, soprattutto, al modificarsi dei processi mentali che ad essa sottendono.
Proprio per questo troviamo capacità resilienti di tipo:
- istintivo: caratteristico dei primi anni di vita, quando i processi mentali sono dominati da egocentrismo e senso di onnipotenza;
- affettivo: rispecchia la maturazione affettiva, il senso dei valori, il senso di sé e la socializzazione;
- cognitivo: quando il soggetto può utilizzare le capacità intellettive simbolico-razionali.

Una resilienza adeguata è il risultato dell'integrazione di tali elementi libidico-istintivi, affettivi, emotivi e cognitivi.
La persona "resiliente" può essere considerata quella che ha avuto uno sviluppo psicoaffettivo e psicocognitivo sufficientemente integrati, sostenuti dall'esperienza, da capacità mentali sufficientemente valide, dalla possibilità di giudicare sempre non solo i benefici, ma anche le interferenze emotivo-affettive che si realizzano nel rapporto con gli altri.
Andrea Canevaro definisce la resilienza come «la capacità non tanto di resistere alle deformazioni, quanto di capire come possano essere ripristinate le proprie condizioni di conoscenza ampia, scoprendo uno spazio al di là di quello delle invasioni, scoprendo una dimensione che renda possibile la propria struttura».
È una capacità che può essere appresa e che riguarda prima di tutto la qualità degli ambienti di vita, in particolare i contesti educativi, qualora sappiano promuovere l'acquisizione di comportamenti resilienti:
(Oscar Chapital Colchado (2011))
Stefan Vanistendael ha elaborato il modello della Casita, che, raffigurando una casa, mette in scena e ordina i diversi fattori della resilienza.

## Comunità resilienti
(Oscar Chapital Colchado (2013))
Applicato ad un'intera comunità ovvero alla società, anziché a un singolo individuo, il concetto di resilienza si sta affermando nell'analisi dei contesti sociali successivi a gravi catastrofi naturali o dovute all'azione dell'uomo quali, ad esempio, attentati terroristici, rivoluzioni, guerre o in seguito alla pandemia da Covid-19. Vi sono processi economici e sociali che, in conseguenza del trauma costituito da una catastrofe, cessano di svilupparsi restando in una continua instabilità e, alle volte, addirittura collassano, estinguendosi; in altri casi, al contrario, sopravvivono e, anzi, proprio in conseguenza del trauma, trovano la forza e le risorse per una nuova fase di crescita e di affermazione. Pertanto, la resilienza è anche un concetto sociologico oltre che psicologico.
Un esempio del primo tipo è quello della comunità del Polesine che, a seguito della grande alluvione del Po del 1951, non riuscì a risollevarsi e subì una vera propria diaspora, disperdendosi nell'ambito di un grande processo migratorio che si spinse, tra l'altro, fino all'Australia. La città di Firenze, al contrario, pur avendo subito oltre 60 alluvioni dell'Arno nell'ultimo millennio, molte delle quali di intensità assolutamente eccezionale, ha conservato una straordinaria continuità nel tessuto economico, artistico e architettonico. I fattori identitari, la coesione sociale, la comunità di intenti e di valori costituiscono il fondamento essenziale della "comunità resiliente".

## Contesto economico
Il Resilience Engineering è un campo di studio multidisciplinare che si occupa di sicurezza nei sistemi complessi e connette la resilienza nel suo significato originario psicologico al mondo economico. Un'organizzazione (impresa, azienda e contesti analoghi) è resiliente quando è in grado di affrontare i rischi, cogliendo opportunità anche nelle situazioni negative e rafforzandosi grazie alla risoluzione dei problemi. Sa quindi evolversi uscendo positivamente da situazioni di crisi in quanto è capace di gestire il cambiamento.